# Брещани
 Тази статия е за селото в Северна Македония.  За селото в Гърция вижте Брещени.  
Брещани (на македонска литературна норма: Брештани; на албански: Breshtani) е село в Северна Македония, в Община Вапа (Център Жупа).

## География
Селото е разположено в областта Жупа в западните склонове на планината Стогово.

## История
Името на селото е от местното име *Брест.
В XIX век Брещани е турско село в Дебърска каза на Османската империя. В „Етнография на вилаетите Адрианопол, Монастир и Салоника“, издадена в Константинопол в 1878 година и отразяваща статистиката на населението от 1873 година, Бращани е посочено като село с 25 домакинства, като жителите му са 48 турци.
Според статистиката на Васил Кънчов („Македония. Етнография и статистика“) в 1900 Брещани има 300 жители турци.
На Етнографската карта на Битолския вилает на Картографския институт в София от 1901 година Брещани е чисто турско в Дебърската каза на Дебърския санджак с 32 къщи.
В 1915 година, по време на Първата световна война, селото е анексирано от Царство България. Към 1 март 1916 година Брѣщане е част от Светоградската община на българската Дебърска околия.
Според преброяването от 2002 година селото има 120 жители турци.